# Polo aquático nos Jogos Olímpicos de Verão de 1980
O torneio de polo aquático nos Jogos Olímpicos de Verão de 1980 foi realizado em Moscou, na União Soviética.
O evento disputou-se entre os dias 20 e 29 de julho em dois locais: na piscina de natação do Olympiiski Sports Complex localizado no centro de Moscou, e na piscina descoberta do Central Lenin Stadium, ao sudeste da cidade sede dos Jogos.

## Masculino
| Ouro | Prata | Bronze |
| União Soviética Evgeni Sharonov Sergei Kotenko Vladimir Akimov Evgeni Grishin Mait Riisman Aleksandr Kabanov Aleksei Barkalov Erkin Shagaev Georgi Mshvenieradze Mikhail Ivanov Viacheslav Sobchenko | Iugoslávia Luko Vezilić Zoran Gopčević Damir Polić Ratko Rudić Zoran Mustur Zoran Roje Milivoj Bebić Slobodan Trifunović Petar Kočić Predrag Manojlović Milorad Krivokapić | Hungria Endre Molnár István Szivós Attila Sudár György Gerandás György Horkai Gábor Csapó István Kiss István Udvardi László Kuncz Tamás Faragó Károly Hauszler |

### Primeira fase

#### Grupo A
| Equipe            | Pts | J | V | E | D | GP | GC |
| ----------------- | --- | - | - | - | - | -- | -- |
| HUN Hungria       | 5   | 3 | 2 | 1 | 0 | 19 | 14 |
| NED Países Baixos | 4   | 3 | 2 | 0 | 1 | 16 | 15 |
| ROM Romênia       | 3   | 3 | 1 | 1 | 1 | 15 | 15 |
| GRE Grécia        | 0   | 3 | 0 | 0 | 3 | 16 | 22 |

| 20 de julho |     |               |
| Hungria     | 6–6 | Romênia       |
| Grécia      | 7–8 | Países Baixos |
| 21 de julho |     |               |
| Hungria     | 5–3 | Países Baixos |
| Grécia      | 4–9 | Romênia       |
| 22 de julho |     |               |
| Hungria     | 8–5 | Grécia        |
| Romênia     | 3–5 | Países Baixos |

#### Grupo B
| Equipe              | Pts | J | V | E | D | GP | GC |
| ------------------- | --- | - | - | - | - | -- | -- |
| URS União Soviética | 6   | 3 | 3 | 0 | 0 | 24 | 10 |
| ESP Espanha         | 4   | 3 | 2 | 0 | 1 | 15 | 11 |
| ITA Itália          | 1   | 3 | 0 | 1 | 2 | 14 | 17 |
| SWE Suécia          | 1   | 3 | 0 | 1 | 2 | 8  | 23 |

| 20 de julho     |      |                 |
| Suécia          | 3–7  | Espanha         |
| União Soviética | 8–6  | Itália          |
| 21 de julho     |      |                 |
| Suécia          | 4–4  | Itália          |
| União Soviética | 4–3  | Espanha         |
| 22 de julho     |      |                 |
| Suécia          | 1–12 | União Soviética |
| Espanha         | 5–4  | Itália          |

#### Grupo C
| Equipe         | Pts | J | V | E | D | GP | GC |
| -------------- | --- | - | - | - | - | -- | -- |
| YUG Iugoslávia | 5   | 3 | 2 | 1 | 0 | 24 | 10 |
| CUB Cuba       | 5   | 3 | 2 | 1 | 0 | 19 | 11 |
| AUS Austrália  | 2   | 3 | 1 | 0 | 2 | 15 | 20 |
| BUL Bulgária   | 0   | 3 | 0 | 0 | 3 | 8  | 25 |

| 20 de julho |     |           |
| Iugoslávia  | 6–6 | Cuba      |
| Austrália   | 9–5 | Bulgária  |
| 21 de julho |     |           |
| Iugoslávia  | 9–2 | Bulgária  |
| Austrália   | 4–6 | Cuba      |
| 22 de julho |     |           |
| Iugoslávia  | 9–2 | Austrália |
| Cuba        | 7–1 | Bulgária  |

### Fase final

#### Grupo A
| Equipe              | Pts | J | V | E | D | GP | GC |
| ------------------- | --- | - | - | - | - | -- | -- |
| URS União Soviética | 10  | 5 | 5 | 0 | 0 | 34 | 21 |
| YUG Iugoslávia      | 7   | 5 | 3 | 1 | 1 | 34 | 32 |
| HUN Hungria         | 6   | 5 | 3 | 0 | 2 | 32 | 30 |
| ESP Espanha         | 4   | 5 | 2 | 0 | 3 | 28 | 31 |
| CUB Cuba            | 2   | 5 | 0 | 2 | 3 | 31 | 38 |
| NED Países Baixos   | 1   | 5 | 0 | 1 | 4 | 26 | 33 |

| 24 de julho     |     |                 |
| Hungria         | 4–5 | União Soviética |
| Países Baixos   | 5–6 | Espanha         |
| Iugoslávia      | 7–7 | Cuba            |
| 25 de julho     |     |                 |
| Hungria         | 7–8 | Iugoslávia      |
| Países Baixos   | 7–7 | Cuba            |
| União Soviética | 6–2 | Espanha         |
| 26 de julho     |     |                 |
| Hungria         | 6–5 | Espanha         |
| Países Baixos   | 4–5 | Iugoslávia      |
| União Soviética | 8–5 | Cuba            |
| 28 de julho     |     |                 |
| Hungria         | 7–5 | Cuba            |
| Países Baixos   | 3–7 | União Soviética |
| Espanha         | 6–7 | Iugoslávia      |
| 29 de julho     |     |                 |
| Hungria         | 8–7 | Países Baixos   |
| União Soviética | 8–7 | Iugoslávia      |
| Espanha         | 9–7 | Cuba            |

#### Grupo B
| Equipe        | Pts | J | V | E | D | GP | GC |
| ------------- | --- | - | - | - | - | -- | -- |
| AUS Austrália | 9   | 5 | 4 | 1 | 0 | 30 | 19 |
| ITA Itália    | 8   | 5 | 4 | 0 | 1 | 26 | 18 |
| ROM Romênia   | 7   | 5 | 3 | 1 | 1 | 36 | 26 |
| GRE Grécia    | 4   | 5 | 2 | 0 | 3 | 28 | 28 |
| SWE Suécia    | 2   | 5 | 1 | 0 | 4 | 23 | 40 |
| BUL Bulgária  | 0   | 5 | 0 | 0 | 5 | 25 | 37 |

| 24 de julho |      |           |
| Romênia     | 3–5  | Itália    |
| Grécia      | 9–5  | Suécia    |
| Austrália   | 8–5  | Bulgária  |
| 25 de julho |      |           |
| Romênia     | 4–4  | Austrália |
| Grécia      | 6–4  | Bulgária  |
| Itália      | 8–3  | Suécia    |
| 26 de julho |      |           |
| Romênia     | 8–3  | Suécia    |
| Grécia      | 2–4  | Austrália |
| Itália      | 5–4  | Bulgária  |
| 28 de julho |      |           |
| Romênia     | 10–6 | Bulgária  |
| Grécia      | 3–4  | Itália    |
| Suécia      | 4–9  | Austrália |
| 29 de julho |      |           |
| Romênia     | 11–8 | Grécia    |
| Itália      | 4–5  | Austrália |
| Suécia      | 8–6  | Bulgária  |

## Classificação final
| Pos. | País                |
| ---- | ------------------- |
|      | URS União Soviética |
|      | YUG Iugoslávia      |
|      | HUN Hungria         |
| 4    | ESP Espanha         |
| 5    | CUB Cuba            |
| 6    | NED Países Baixos   |
| 7    | AUS Austrália       |
| 8    | ITA Itália          |
| 9    | ROM Romênia         |
| 10   | GRE Grécia          |
| 11   | SWE Suécia          |
| 12   | BUL Bulgária        |